# Nakano Takeko
Nakano Takeko (中野 竹子,?  Edo, abril de 1847-10 de octubre de 1868) fue una onna-musha del dominio de Aizu, que luchó y murió en la Guerra Boshin.
Fue hija de Nakano Heinai, un oficial de Aizu. Fue intensamente entrenada en artes marciales y educada en literatura, siendo adoptada por su maestro Akaoka Daisuke. Fue instructora de artes marciales junto con su padre adoptivo desde el inicio de la década de 1860. Nakano viajó a Aizu por primera vez en 1868.
Durante la batalla de Aizu, se presentó para defender el castillo Wakamatsu con su naginata y un cuerpo de combatientes femeninas que oficialmente no formaban parte de las fuerzas militares del dominio. Los comandantes en principio no querían aceptar al grupo de mujeres, pero aceptaron por la insistencia de Takeko, de quien se dice llegó a amenazar con suicidarse si no las dejaban   participar de la defensa del castillo. Posteriormente, esta unidad fue denominada ejército femenino (娘子隊 Jōshitai?).
Su unidad lideró la defensa contra el ejército imperial japonés con tropas del dominio de Ōgaki en la batalla del castillo Wakamatsu, donde ella recibió un disparo en el pecho el 10 de octubre de 1868. Para evitar el deshonor de ser aprehendida por sus enemigos, Takeko, de 21 años, pidió a su hermana menor, Yūko, que la decapitara. Su hermana llevó su cabeza al templo de Hōkaiji (actualmente Aizubange, Fukushima) donde fue enterrada bajo un pino. En el mismo templo hay un altar en su honor donde se encuentra guardada su naginata.

Representación de las Joshigun en el festival de otoño de Aizu en Fukushima.

Se erigió un monumento a su memoria junto a su tumba en Hōkaiji; tanto los nativos de Aizu como el almirante imperial Dewa Shigetō se involucraron en su construcción. Durante el festival otoñal de Aizu, un grupo de chicas jóvenes visten la hakama y bandas blancas en su cabeza para tomar parte en la procesión en conmemoración de las acciones de Nakano y su grupo de guerreras en el Joshigun.